# Яковлев, Савва Алексеевич
Са́вва Алексе́евич Я́ковлев (17 (29) ноября 1811 года — 4 (16) ноября 1847 года) — штабс-ротмистр; правнук основателя этого нового дворянского рода, Саввы Яковлевича Яковлева.

## Биография
Родился 17 ноября 1811 года; обучался в школе. В конце 1828 года подал прошение об определении его на службу в гвардию, и цесаревич Константин Павлович 2 января 1829 года предписал «определить его на службу в Кавалергардский полк, с написанием в эскадрон Её Императорского Величества, считаясь в командировке в школе гвардейских подпрапорщиков и кавалерийских юнкеров».
Яковлев был зачислен на службу с 8 декабря 1828 года унтер-офицером и вслед за тем в приказе было объявлено, что «Савву Яковлева следует считать из дворян». 5 февраля 1829 года он был переименован в юнкера, 6 августа 1830 года произведён в корнеты, а 1 июля 1833 года — в поручики. Однако через год он вышел по болезни в отставку и был произведён в штабс-ротмистры.
Известность Яковлев приобрёл вследствие беспутной и скандальной жизни. Отец давал ему громадные средства для жизни и смотрел снисходительно на творимые им безобразия, изредка только грозя ему: «Погоди, будешь грызть кость, как буду давать тебе всего 100 тысяч в год». Не встречая таким образом отпора в окружающих своим наклонностям, Яковлев всё более и более давал простора своему необузданному нраву.
Покончил жизнь самоубийством 4 ноября 1847 года.